# Chuck Wright
Chuck Wright (Los Ángeles, California; 13 de septiembre de 1955) es un bajista estadounidense de heavy metal y hard rock.
En Quiet Riot, grupo de heavy metal, trabajó desde principios de la década del '80 estando de manera intermitente dentro y fuera de la banda. También ha estado con Spelled Moon.

## Discografía

### ConGiuffria
- Giuffria (1984)

### ConQuiet Riot
- Metal Health en las canciones "Bang Your Head (Metal Health)" "Don't Want To Let You Go" y vocalista de soporte en el álbum completo incluyendo el super éxito «Cum On Feel the Noize». (1983)
- QRIII (1986)
- Terrified (álbum) (vocalista en la canción "Loaded Gun") (1994)
- Down to the Bone (álbum) (1995)
- Quiet Riot 10 (2014)
- Road Rage (2017)

### ConHouse of Lords
- House of Lords (1988)
- Sahara (1990)
- The Power and the Myth (2004)
- Live in the UK (2007)
- Anthology (2008)

### Con Heaven and Earth
- Heaven and Earth - Dig (2013)

### Otros trabajos
- Gregg Allman - I'm No Angel / Demos (1987)
- Ted Nugent - If You Can't Lick 'Em...Lick 'Em (1988)
- Impellitteri - Stand in Line (1988)
- Ann Lewis - Meiki (1988)
- Nobuhiko Satoh - Turning Point (1988)
- Doro Pesch - Doro (1990)
- Cheap Trick - Busted (1990)
- Rock vs. Rap - Mash Up (1990)
- Sam Kinison - Leader Of The Banned (1990)
- Bad Moon Rising - Bad Moon Rising (1991)
- Atsuki - Dinosaur (1991)
- Impellitteri - Grin and Bear It (1992)
- 28IF (1992)
- Bad Moon Rising - Blood (1993)
- Blackthorne - Afterlife (1993)
- CMC's - All In A Day (1993)
- Magdallan - Revolution Mind (1993)
- Magdallan - The Dirt (1994)
- Reggae Worship - Volume 1 (featuring the Children Of Zion) (1994)
- Pata - Raised on Rock (1995)
- Carol Huston - Grace (1995)
- Chaos Is The Poetry - Chaos Is The Poetry (1995)
- Shack Of Peasants - Classic Blues Volume 1 (1995)
- Magdallan - End Of Ages (1996)
- Every Day Life - Disgruntled (1996)
- Kuni - Masque (1996)
- Lanny Cordolla - Salvation Medecine Show (1996)
- Murderer's Row - Self Titled (1996)
- Stuart Smith - Heaven and Earth (album) (1996)
- Honey - Paradise (1997)
- Eyes (featuring Jeff Scott Soto) - Eyes (1998)
- Odd Man Out - Y2K (2000)
- SX-10 (featuring Sen Dog and Everlast) - Mad Dog American (2000)
- Teddy Andreadis - Innocent Loser (2000)
- Atsuki Yokozeki Project - Raid (2001)
- Katt Lowe and the Othersyde (2001)
- Luminosity (2001)
- Milkweed (2001)
- Mr. Big - Actual Size (2001)
- A Tribute To Blondie (various artists) (2001)
- Impellitteri - The Very Best of Impellitteri: Faster Than the Speed of Light (2002)
- A Tribute To Limp Bizkit - Mutated.. Manipulated.. Translated (2002)
- Ephesians Project (2002)
- Freddy Cannon - Have A Boom Boom Christmas (2002)
- A Tribute To Bruce Springsteen - Made In The USA (2002)
- Catena (2003)
- David Glenn Eisley - The Lost Tapes (2003)
- Hedeki - Drunk Punk (2003)
- Jeff Eaton - Wish You Were Here (2003)
- Kevin Gales - I Didn't Count On This (2003)
- Maskless (with Raven James) (2003)
- Audrey Forrest (2004)
- Matt Sorum - Hollywood Zen (2004)
- Mr. Big - Greatest Hits (2004)
- Mr. Big - Influences and Connections (2004)
- Chris Catena - Freak Out (2004)
- Numbers of The Beast - A Tribute To Iron Maiden (2004)
- Michael Schenker - Heavy Hitters (2005)
- Stephen Pearcy - Stripped (2006)
- Travers and Appice - Bazooka (2006)
- Odd Man Out - Greatest Hits (2006)
- Saints of the Underground (with Jani Lane)- Love the Sin, Hate the Sinner (2008)
- Adrian Gaylsh - Earth Tones (2008)
- Northern Light Orchestra - Spirit of Christmas (2009)
- Northern Light Orchestra - Celebrate Christmas (2010)